# Patrick Patterson
Patrick Davell Patterson (Washington D. C., 14 de marzo de 1989) es un exjugador de baloncesto estadounidense que disputó once temporadas en la NBA. Con 2,03 metros de estatura, jugaba en la posición de ala-pívot.

## Trayectoria deportiva

### Universidad

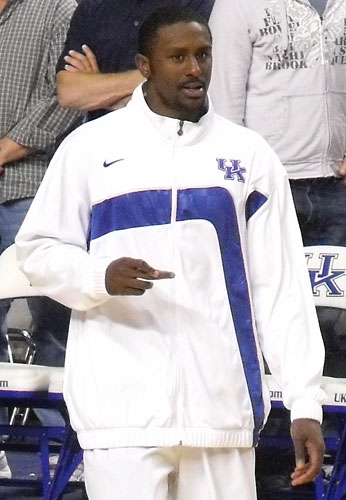
Patterson, con Kentucky.

Tras haber disputado en 2007 el prestigioso McDonald's All American Game, jugó durante tres temporadas con los Wildcats de la Universidad de Kentucky, en la que promedió 16,1 puntos, 8,1 rebotes y 1,6 tapones por partido. En su primera temporada promedió 16,4 puntos y 7,7 rebotes por partido, siendo elegido co-rookie del año de la Southeastern Conference y en el segundo quinteto absoluto. Fue titular indiscutible desde su segundo partido, ante Gardner-Webb, donde consiguió su primer doble-doble, con 12 puntos y 12 rebotes.
En su segunda temporada fue el único jugador de la SEC en aparecer entre los cinco mejores anotadores (17,9 puntos por partido) y los cinco mejores reboteadores (9,3 rebotes). Fue elegido en el mejor quinteto de la conferencia, a la que lideró en doble-dobles, con 15, llegando a ser el primer Wildcat desde 1989 en encadenar 4 consecutivos. Batió su récord de anotación ante Tennessee State, consiguiendo 33 puntos, a los que añadió 11 rebotes.
En su última temporada bajó un poco su rendimiento, promediando 14,3 puntos y 7,4 rebotes por partido, aunque a pesar de ello volvió a ser incluido en el mejor quinteto de la conferencia.

#### Estadísticas
| Año     | Equipo   | PJ | PT | MPP  | %TC  | %3P  | %TL  | RPP | APP | ROB | TPP | PPP  |
| ------- | -------- | -- | -- | ---- | ---- | ---- | ---- | --- | --- | --- | --- | ---- |
| 2007–08 | Kentucky | 25 | 25 | 35.7 | .574 | .000 | .731 | 7.7 | 1.7 | .8  | 1.2 | 16.4 |
| 2008–09 | Kentucky | 34 | 34 | 33.6 | .603 | .000 | .768 | 9.3 | 2.0 | .6  | 2.1 | 17.9 |
| 2009–10 | Kentucky | 38 | 38 | 33.0 | .575 | .348 | .692 | 7.4 | .9  | .7  | 1.3 | 14.3 |

### Profesional
Fue elegido en la decimocuarta posición del Draft de la NBA de 2010 por Houston Rockets. El 10 de noviembre fue asignado a los Rio Grande Valley Vipers de la NBA D-League.
El 15 de diciembre es repescado por los Rockets, haciendo su debut en la NBA anotando 3 puntos ante Oklahoma City Thunder.
El 8 de diciembre de 2013, Patterson, Greivis Vásquez, John Salmons y Chuck Hayes fueron enviados a los Toronto Raptors a cambio a Rudy Gay, Quincy Acy y Aaron Gray.
[actualizar]

## Estadísticas de su carrera en la NBA

### Temporada regular
| Año     | Equipo        | PJ  | PT  | MPP  | %TC  | %3P  | %TL  | RPP | APP | ROB | TPP | PPP  |
| ------- | ------------- | --- | --- | ---- | ---- | ---- | ---- | --- | --- | --- | --- | ---- |
| 2010-11 | Houston       | 52  | 6   | 16.7 | .558 | .000 | .714 | 3.8 | .8  | .3  | .7  | 6.3  |
| 2011-12 | Houston       | 64  | 1   | 23.2 | .440 | .000 | .702 | 4.5 | .8  | .4  | .6  | 7.7  |
| 2012-13 | Houston       | 47  | 38  | 25.9 | .519 | .365 | .755 | 4.7 | 1.1 | .4  | .6  | 11.6 |
| 2012-13 | Sacramento    | 24  | 3   | 23.2 | .494 | .444 | .786 | 4.8 | 1.3 | .5  | .5  | 8.0  |
| 2013-14 | Sacramento    | 17  | 6   | 24.4 | .410 | .231 | .563 | 5.8 | .9  | .8  | .2  | 6.9  |
| 2013-14 | Toronto       | 48  | 7   | 23.3 | .477 | .411 | .745 | 5.1 | 1.3 | .9  | .7  | 9.1  |
| 2014-15 | Toronto       | 81  | 4   | 26.6 | .449 | .371 | .788 | 5.3 | 1.9 | .7  | .5  | 8.0  |
| 2015-16 | Toronto       | 79  | 0   | 25.6 | .414 | .362 | .853 | 4.3 | 1.2 | .7  | .4  | 6.9  |
| 2016-17 | Toronto       | 65  | 8   | 24.6 | .401 | .372 | .717 | 4.5 | 1.2 | .6  | .4  | 6.8  |
| 2017-18 | Oklahoma City | 82  | 3   | 15.5 | .398 | .386 | .870 | 2.4 | .7  | .6  | .3  | 3.9  |
| 2018-19 | Oklahoma City | 63  | 5   | 13.7 | .374 | .336 | .633 | 2.3 | .5  | .3  | .2  | 3.6  |
| 2019-20 | L.A. Clippers | 59  | 18  | 13.2 | .408 | .390 | .814 | 2.6 | .7  | .1  | .1  | 4.9  |
| 2020-21 | L.A. Clippers | 38  | 5   | 15.3 | .436 | .357 | .765 | 2.0 | .8  | .4  | .2  | 5.2  |
| Total   | Total         | 719 | 104 | 20.8 | .447 | .369 | .755 | 3.9 | 1.0 | .5  | .4  | 6.7  |

### Playoffs
| Año   | Equipo        | PJ | PT | MPP  | %TC   | %3P   | %TL   | RPP | APP | ROB | TPP | PPP  |
| ----- | ------------- | -- | -- | ---- | ----- | ----- | ----- | --- | --- | --- | --- | ---- |
| 2014  | Toronto       | 7  | 0  | 28.4 | .542  | .389  | .778  | 6.7 | 1.3 | .4  | .4  | 10.4 |
| 2015  | Toronto       | 4  | 1  | 26.5 | .556  | .467  | 1.000 | 3.5 | 1.3 | .8  | .0  | 10.3 |
| 2016  | Toronto       | 20 | 9  | 29.2 | .404  | .300  | .846  | 3.9 | 1.2 | .4  | .5  | 7.7  |
| 2017  | Toronto       | 10 | 1  | 18.5 | .278  | .308  | 1.000 | 2.0 | 2.0 | .7  | .2  | 3.4  |
| 2018  | Oklahoma City | 6  | 0  | 9.6  | .500  | .500  | .000  | 1.8 | .5  | .2  | .0  | 1.3  |
| 2020  | L.A. Clippers | 2  | 0  | 5.0  | 1.000 | 1.000 | –     | .5  | 2.0 | .0  | .0  | 4.5  |
| Total | Total         | 49 | 10 | 23.3 | .438  | .353  | .852  | 3.5 | 1.3 | .4  | .3  | 6.5  |